# 集總電路

集總電路模型的電壓源與電阻之間的關係圖

集總電路（lumped circuit，或譯集总参数电路）是由許多由電源、電阻、電容、電感等集總元件（lumped element） 所組成之電路。:2
在電路理想化的電路模型分析，各點之間的信號是瞬間傳遞的，電路元件的所有電流過程都集中於在元件內部空間的各個點上，此為集總電路之特性。
每個集總元件基本現象時可用數學方式表示，並建立多種實際元件的理想模型。而電阻、電容、電感、電壓源和電流源都只是儲存或消耗電能的元件，因此都視為集總元件，而且因為只有兩個端口，所以也稱之為二端元件（或者單口元件），除此之外，集總電路還需要理想變壓器、耦合電感、受控源等四端元件（雙口元件）。

## 集總元件
集總元件是指元件大小遠小於電路工作頻率相對之電磁波波長時，對所有元件之統稱。對於信號而言，不論任何時刻，元件特性始終保持固定，與頻率無關。相反地，若元件大小與電路工作頻率相對之波長差不多或更大的時候，則當信號通過元件之時，元件本身各點之特性將因信號之變化而有所不同，則此時不能將元件整體視為一特性固定之單一體，而應稱為分佈元件 （Distributed element），例如微波電路就是其中一個例子。在此種電路中傳統之導線很可能會成為具有電感及電容串並聯特性之複雜組合。:2
當實際元件的尺寸遠小於工作波長才會被視為集總參數元件，若工作頻率高於一定程度時候，就不可以忽略了元件產生的分佈參數效應。對於集總元件而言，信號波長對於元件大小來說是相當長的，所以當信號通過元件時，信號在元件內部每點之變化相當小，可視為相同，所以元件的特性是一體成，因此集總元件之電流與電壓關係可以明確定義。可以明確定義電流及電壓關係特性之元件相當多，大致上可分為雙端元件(two terminal)與多端元件。雙端有電阻、二極體(Diode)、電容、電感等，而多端元件有變壓器 （Transformer） 、電晶體 （Transistor） 。:3

## 基爾霍夫電流定律與電壓定律

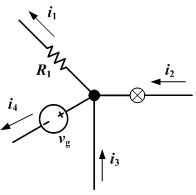
所有進入節點的電流的總和等於所有離開這節點的電流的總和。

基爾霍夫電流定律指出，所有進入某節點的電流的總和等於所有離開這節點的電流的總和。或者，更詳細描述，假設進入某節點的電流為正值，離開這節點的電流為負值，則所有涉及這節點的電流的代數和等於零。以方程式表達，對於電路的任意節點。
{\displaystyle \sum _{k=1}^{n}i_{k}=0} ；
其中，{\displaystyle i_{k}} 是第 {\displaystyle k} 個進入或離開這節點的電流，是流過與這節點相連接的第 {\displaystyle k} 個支路的電流，可以是實數或複數。
由於累積的電荷（單位為庫侖）是電流（單位為安培）與時間（單位為秒）的乘積，亦可從電荷守恆定律可以推導出這條定律。

基爾霍夫電壓定律指出
沿著閉合迴路所有元件兩端的電勢差（電壓）的代數和等於零。或者，換句話說，沿著閉合迴路的所有電動勢的代數和等於所有電壓降的代數和。
以方程式表達，對於電路的任意閉合迴路，
{\displaystyle \sum _{k=1}^{m}v_{k}=0} ；
其中，{\displaystyle m} 是這閉合迴路的元件數目，{\displaystyle v_{k}} 是元件兩端的電壓，可以是實數或複數。

## 外部連結
- Advanced modelling and simulation techniques for magnetic components（英文）
- IMTEK Mathematica Supplement (IMS)（英文）
- 电路分析基础 （页面存档备份，存于）